# Белейран
Белейран (перс. بليران) — село в Ірані, у дегестані Дашт-е Сар, у бахші Дабудашт, шагрестані Амоль остану Мазендеран. За даними перепису 2006 року, його населення становило 101 особу, що проживали у складі 25 сімей.

## Клімат
Середня річна температура становить 16,18 °C, середня максимальна – 30,12 °C, а середня мінімальна – 2,68 °C. Середня річна кількість опадів – 747 мм.
| Клімат поселення                              | Клімат поселення | Клімат поселення | Клімат поселення | Клімат поселення | Клімат поселення | Клімат поселення | Клімат поселення | Клімат поселення | Клімат поселення | Клімат поселення | Клімат поселення | Клімат поселення | Клімат поселення |
| Показник                                      | Січ.             | Лют.             | Бер.             | Квіт.            | Трав.            | Черв.            | Лип.             | Серп.            | Вер.             | Жовт.            | Лист.            | Груд.            |                  |
| Середній максимум, °C                         | 11,60            | 11,94            | 14,30            | 19,29            | 23,15            | 27,45            | 30,09            | 30,12            | 27,15            | 22,73            | 17,55            | 13,46            |                  |
| Середня температура, °C                       | 7,14             | 7,49             | 9,84             | 14,84            | 18,69            | 23,00            | 25,42            | 25,46            | 22,50            | 18,07            | 12,89            | 8,80             |                  |
| Середній мінімум, °C                          | 2,68             | 3,04             | 5,38             | 10,38            | 14,24            | 18,54            | 20,76            | 20,80            | 17,84            | 13,42            | 8,23             | 4,15             |                  |
| Норма опадів, мм                              | 82               | 63               | 58               | 30               | 27               | 22               | 19               | 40               | 77               | 126              | 107              | 96               |                  |
| Середньомісячна швидкість вітру, м/с          | 1.80             | 2.40             | 2.46             | 2.40             | 2.30             | 2.15             | 2.50             | 2.09             | 1.90             | 1.88             | 1.88             | 1.87             |                  |
| Середньомісячна сонячна радіація, кДж/м²·день | 8542             | 10764            | 12805            | 16032            | 19815            | 21621            | 21737            | 19165            | 15707            | 12387            | 9849             | 8034             |                  |
| --------------------------------------------- | ---------------- | ---------------- | ---------------- | ---------------- | ---------------- | ---------------- | ---------------- | ---------------- | ---------------- | ---------------- | ---------------- | ---------------- | ---------------- |
| Джерело:                                      |                  |                  |                  |                  |                  |                  |                  |                  |                  |                  |                  |                  |                  |